# هادی قوامی
هادی قوامی (زادهٔ ۱۳۴۶ در اسفراین) عضو هیئت علمی دانشگاه فردوسی مشهد نماینده دوره های هشتم و نهم و دهم و دوازدهم مجلس شورای اسلامی که در دوره دوازدهم بعد از یک دوره غیبت با مشارکت بی سابقه مردم اسفراین بام و صفی آباد به نمایندگی دوره دوازدهم مجلس شورای اسلامی راه پیدا کرددورهٔ هشتم، نهم و دهم مجلس شورای اسلامی است. وی پس از پایان دوره نمایندگی مجلس به سمت معاون حقوقی و امور مجلس وزارت اقتصاد و امور دارایی منصوب شد.
طراح و امضاکننده بیش از ۲۰۰ طرح در ۱۲ سال گذشته که مهم‌ترین آن‌ها عبارت‌اند از:
طرح توازن منطقه‌ای که هرساله ۳ درصد از سرجمع بودجه عمرانی کشور برای کمک به مناطق محروم اختصاص می‌یابد و بعضی از پروژه‌های عمرانی اسفراین از این محل تأمین اعتبار شده‌اند. بودجه استان خراسان شمالی از محل فوق در سال ۱۳۹۹ میزان ۳۳۷۰ میلیارد ریال است.
طرح تقسیم عوارض ارزش‌افزوده به شهرداری‌ها، دهیاری‌ها و عشایر که با اجرایی شدن قانون فوق درآمدهای پایدار برای شهرداری‌ها، دهیاری‌ها، روستاهای فاقد دهیاری و عشایر ایجاد شده است. روستاها و عشایر اسفراین قبلاً از درآمدهای فوق بهره‌مند نبودند ولی طی سال‌های اخیر از ۱۳۹۳ برای دهیاری و از سال ۱۳۹۶ عشایر درآمد پایدار فوق پرداخت می‌گردد.
تصویب ۱۲ بودجه یک‌ساله و برنامه توسعه پنجم و ششم توسعه و پیشنهادهایی که در بودجه مصوب شده است ازجمله:
پیشنهاد بخشش سود و جرائم وام‌های کمتر از ۱۰۰ میلیون تومان در تبصره ۳۵ اصلاح بودجه ۱۳۹۵، ۱۳۹۶ و بند «ل» تبصره ۱۶ بودجه ۱۳۹۸ و مختومه شدن یک‌میلیون پرونده در سراسر کشور. در شهرستان اسفراین بیش از ۴۰۰۰ پرونده در بانک‌های کشاورزی، ملت، ملی، تجارت، رفاه، صادرات مختومه شده است. شرکت تعاونی مرکزی عشایر ایران هم تا مبلغ ۶۰۰ میلیارد ریال در سال ۹۸ از تبصره فوق استفاده نموده است
بند خ ماده ۳۳ قانون برنامه ششم: بخشودگی سود، جرائم و تمدید اصل تسهیلات دریافتی کشاورزان خسارت‌دیده از حوادث غیرمترقبه در سال ۱۳۹۷-۱۳۹۶ (۷۷۲۸۲ نفر از بدهکاران بانک به مبلغ ۶۶۰۰ میلیارد ریال و در بانک‌های اسفراین ۷۸۲ نفر در سال ۹۷ و ۴۲۸ نفر در سال ۹۸ از مزایای قانون فوق استفاده نمودند)
الزام شرکت ملی نفت برای پرداخت قیر رایگان برای آسفالت راه‌های روستایی، شهرداری‌ها و طرح هادی روستا (آسفالت معابر روستایی). بند ه تبصره یک بودجه‌های سال‌های اخیر ۱۳۹۸-۱۳۹۳
استفاده از منابع صندوق توسعه ملی در بودجه‌های سنواتی برای آب‌رسانی به روستاها، نقاط عشایری، نوسازی مدارس و… که در شهرستان اسفراین ثمرات زیر را داشته
تخریب و بازسازی و مقاوم‌سازی ۱۷۰ واحد آموزشی و یک استخر دانش‌آموزی طی سال‌های گذشته در شهرستان اسفراین (شهر – بخش مرکزی و بخش بام و صفی‌آباد)
طرح آب‌رسانی به ۱۱۵ روستا از محل صندوق توسعه ملی به مبلغ ۶۵۰ میلیارد ریال (در حال اجرا) و نقاط عشایری از سال ۱۳۸۹
طرح گازرسانی به ۱۴۰ روستا و شهر صفی‌آباد از محل اعتبارات تبصره یک بودجه‌های سنواتی ۱۳۹۶-۱۳۸۷ به ارزش حداقل ۳۲۵۰ میلیارد ریال
استفاده از منابع بند «د» تبصره ۶ برای برق‌رسانی به روستاها و تأمین منابع انرژی‌های نو (سهم شهرستان در طی سال‌های اخیر ۲۵۰ میلیارد ریال بوده است و پروژه‌های برق‌رسانی به شیرویه، انجیرلی، محمدآباد، توسعه اردغان در پرچین علیا، قرجه بایر و طرح‌های توسعه روستاهای شهرستان و منابع انرژی خورشیدی که طی سال‌های اخیر احداث شده است.)
قانون رفع موانع تولید، رقابت‌پذیری و ارتقای نظام مالی کشور
ماده ۲۰ قانون فوق برای نحوه تسویه تسهیلات گیرندگان از حساب ذخیره ارزی است. طی سال‌های ۱۳۸۷ لغایت ۱۳۹۸ از محل حساب ذخیره ارزی ۹۴ میلیون یورو برای طرح تکمیلی فولاد اسفراین تسهیلات ارزی اخذ شد و از اردیبهشت سال ۱۳۹۹ مجتمع صنعتی اسفراین باید تسهیلات فوق به‌علاوه سود دوران مشارکت و دوره ۵ ساله را بازپرداخت کند. ماده ۲۰ به شرکت‌هایی مثل فولاد اسفراین کمک می‌کند که ارز دریافتی را بر اساس آئین‌نامه ماده ۲۰ تسویه کند که بر اساس هر یورو ۳۴۰۰ تومان تسویه می‌گردد درحالی‌که اگر قانون فوق تصویب نمی‌شد مجتمع صنعتی اسفراین باید ۹۴ میلیون یورو به‌علاوه سود را بر اساس هر یورو (نرخ روز) در حال حاضر ۱۳۰۰۰ تومان تسویه کند. بر اساس قانون فوق حداقل ۸۰۰۰ میلیارد ریال کمتر از مجتمع صنعتی اخذ می‌شود که در شرایط فعلی کمک بزرگی به صنعت شهرستان است
قانون اشتعال پایدار روستایی و عشایر (۱۳۹۶)
از محل قانون فوق در سال ۱۳۹۷ مبلغ ۷۲۰ میلیارد ریال به طرح‌های روستایی و عشایری شهرستان پرداخت گردیده است. (نرخ سود تسهیلات فوق ۱۰ درصد در شهر صفی‌آباد و ۶ درصد در نقاط روستایی و عشایری است و بازپرداخت ۵ ساله و یک سال تنفس دارد.